# Igor Angelovski
Igor "Mrme" Angelovski (Macedonisch: Игор "Мрме" Ангеловски) (Skopje, 2 juni 1976) is een Macedonisch voetbalcoach en voormalig voetballer. Tussen 2015 en 2021 was hij bondscoach van het Macedonisch voetbalelftal.
Als middenvelder kwam hij in twee periodes uit voor FK Cementarnica 55 Skopje waarmee hij in 2003 de Macedonische voetbalbeker won.
Bij FK Rabotnički Skopje begon Angelovski zijn trainerscarrière en met de club won hij in 2014 de Macedonische landstitel en in 2014 en 2015 de beker. Medio 2015 werd hij aangesteld als assistent van Ljubinko Drulović bij het nationale elftal. Toen Drulović er in oktober 2015 voor koos om coach van FK Partizan te worden, werd Angelovski bondscoach. Hij wist de bij het nationale team gestopte vedette Goran Pandev terug te halen bij het team. Via de play-offs van de UEFA Nations League 2018/19 wist Noord-Macedonië zich voor het eerst te plaatsen voor een eindronde; het Europees kampioenschap voetbal 2020. Na het EK, waarop Noord-Macedonië drie keer verloor, verliet Angelovski zijn post.